# Behance
Behance (стилізований як Bēhance) — це мережа сайтів, що спеціалізуються на саморекламі, включаючи консалтинг та онлайн-портфоліо сайтів. Продукт належить компанії Adobe Systems.
Компанії, зокрема LinkedIn, AIGA, Adweek, Національний музей дизайну Купер—Г'юїт, та школи, такі як коледж дизайну Арт Центр, школа дизайну Род-Айленд і Школа візуальних мистецтв, скористалися їх послугами.

## Історія
Behance було створено Матіасом Кореа та Скоттом Бельскі в листопаді 2005 року. Спочатку компанія розраховувала на прибуток від банерної реклами, оголошень про вакансії, а згодом продаючи квитки на конференцію 99U. У травні 2012 року компанія закрила перший раунд фінансування, отримавши $6,5 млн від інвесторів, включаючи особисту інвестиційну фірму Джеффа Безоса, Bezos Expeditions. Компанію було придбано Adobe Systems за $150 млн у грудні 2012 року. Згодом на сайті було створено рейтинг митців.

## Adobe Portfolio
Adobe Portfolio (раніше називався ProSite) є DIY застосунком (таким, що дозволяє самостійно створювати власні шаблони) для веб дизайну, який належить Behance, схожий на популярні інструменти, такі як Weebly та Joomla.

## Сайти
Контент з мережі Behance (Behance Network) надходить в мережу сайтів під назвою «Обслуговуючі сайти» (Served sites), які представляють роботу, в таких специфічних категоріях як мода, промисловий дизайн, і книгодрукування. У вересні 2010 року були додані, в тому числі, брендинг, цифрове мистецтво і дизайн іграшки. У квітні 2012 року — реклама, мистецтво, архітектура тощо були додані як категорії.

## Метод дії
Метод дії — це методологія продуктивності, націлена на творчих професіоналів. Він включає в себе лінійку паперової продукції (з 2014 року продається у The Ghostly Store, а не Behance самостійно) та онлайн-застосунок під назвою «Метод Дій Онлайн» (припинено 1 червня 2014 року).

## 99U
99U — це консалтингові послуги й щорічна конференція в Нью-Йорку, яка фокусується на маркетингу. Назва 99U походить від цитати Томаса Едісона про те, що «Геній-це 1 % натхнення, 99 % тяжкої праці». У 2011 році 99U виграв премію Веббі за «Найкращий культурний блог».

## Критика
Коли Adobe Systems купила Behance 2012 року, деякі журналісти виразили думку, що ця покупка була зроблена для того, щоб «відстежувати діяльність дизайнерів».

## Нагороди
- 2009 Фіналіст Webby Award (The Behance Network) — Самовисування/Категорія портфоліо
- 2009  фіналіст премії Silicon Alley Insider — Найулюбленіший продукт або послуга[11]
- 2011 Лауреат Award Winner (The 99 %) — Найкращий культурний блог[12]